# Crocodile Rock
"Crocodile Rock" er en sang skrevet af Elton John og Bernie Taupin, fra albummet Don't Shoot Me I'm Only the Piano Player (1973). Sangen blev indspillet i sommeren 1972 i Frankrig. Den blev udgivet den 27. oktober 1972 i Storbritannien og den 20. november 1972 i USA. Sangen blev den første single nåede førstepladsen i USA på Billboard Hot 100 den 3. februar 1973. Sangen nåede også førstepladsen i Canada for fire uger mellem februar og marts 1973.
Sangen blev certificeret guld den 5. februar 1973 og platin den 13. september 1995 af Recording Industry Association of America.
Regelmæssig medlemmer af Elton John-bandet som Davey Johnstone og Nigel Olsson, er blandt sangens udøvende.

## Musikere
- Elton John – piano, Farfisa-orgal, vokal
- Davey Johnstone – elektrisk guitar
- Dee Murray – basguitar
- Nigel Olsson – trommer

## Hitlister
| Hitliste (1972–73)                 | Placering |
| ---------------------------------- | --------- |
| Australien (Kent Music Report)     | 2         |
| Canada (RPM magazine)              | 1         |
| Tyskland (Media Control Charts)    | 3         |
| Irland (Irish Singles Chart)       | 10        |
| Nederlandene (Dutch Top 40)        | 11        |
| Norge (VG-lista)                   | 3         |
| New Zealand (New Zealand Listener) | 1         |
| Schweiz (Schweizer Hitparade)      | 1         |
| Storbritannien (UK Singles Chart)  | 5         |
| USA (Billboard Hot 100)            | 1         |
| USA (Billboard Adult Contemporary) | 11        |
| USA (Cash Box Top 100)             | 1         |